# Кумлуджа
Кумлу́джа (тур. Kumluca) — місто і район в провінції Анталія на середземноморському узбережжі Туреччини, частина Турецької Рив'єри . Кумлуджа знаходиться за 90 км на захід від міста Анталія, на півострові Теке (між затоками Анталі і Фетхіє).
Місто Кумлуджа , колишнє село Сарикавак ( Sarıkavak), отримало свою назву через свої піщані ґрунти (кум означає «пісок» турецькою мовою}, на яких добре ростуть кавуни.

## Історія
Люди жили в цих місцях з найдавніших часів. Місто входило до складу різних держав; в результаті воно потрапило до складу Османської імперії, і, згодом, до Туреччини.

## Географія
У центрі району знаходиться рівнина, спрямована на північ від середземноморського узбережжя і оточена з трьох сторін горами. Північ району являє собою пагорби і гори. Літо тут спекотне й сухе, зима прохолодна і волога, що типово для середземноморського району. На узбережжі снігу ніколи не буває, але інклои випадає в горах. У такому кліматі фрукти й овочі можна вирощувати в парниках цілий рік. Вирощування фруктів та апельсинових дерев є основним заняттям. Кумлуджа є процвітаючим районом.

## Демографія
Населення району складає 65 904 чоловік (за даними перепису 2007 року) . Місто налічує 31 581 осіб. Кумлуджа складається 3 муніципалітетів (Бейконак (Beykonak), Чавушкей (Çavuşköy) та Мавікент (Mavikent)) і 24 села.

## Туризм
На території району Кумлуджа знаходиться ряд важливих історичних об'єктів, серед яких Олімпос, Коридалла, Родіаполіс, Ідебессос та Гадай. Найбільшим з них і найпопулярнішим у туристів є Олімпос.
Між селом Адрасан (Adrasan) і Олімпос лежить 30-кілометрове узбережжя з безліччю готелівта ресторанів. Біля містечка Мавікент розташовані дачні селища. На захід від Мавікента територія менш забудована, але в цілому Кумлуджа являє собою одну з найбільш динамічно розвинутих місцевих економік Туреччини.